# Hans Heinrich Bosshard

Hans Heinrich Bosshard (ca. 1958)

Hans Heinrich Bosshard (* 9. September 1925 in Winterthur; † 20. Januar 1996 in Andelfingen ZH; heimatberechtigt in Wädenswil) war ein Schweizer Forstwissenschaftler und Hochschullehrer.

## Leben
Hans Heinrich Bosshard, Sohn des Konditormeisters Albert, heiratete 1951 Ruth Wartmann, die Tochter des Eugen, eines Restaurateurs. Bosshard absolvierte an der ETH Zürich ein Studium der Forstwirtschaft, das er 1952 mit der Erlangung des Doktorgrades (Dr. sc. nat.) abschloss. Nach Abschluss des Studiums folgten zwischen 1953 und 1955 Aufenthalte in England und Schweden. Im Jahre 1956 erfolgte die Habilitation. Ab 1958 war Bosshard ausserordentlicher und ab 1964 ordentlicher Professor für Holzkunde und -technologie sowie Leiter des Instituts für mikrotechnische Holzforschung an der ETH Zürich. 
Im Jahre 1979 erlangte Bosshard einen weiteren Doktortitel (Dr. phil.) in Germanistik und Philosophie an der Universität Zürich. Zudem war er von 1981 bis 1993 Redaktor der Vierteljahrsschrift der Naturforschenden Gesellschaft in Zürich. Des Weiteren war Bosshard Gründer und Leiter mehrerer nationaler und internationaler Vereinigungen für Holzforschung. 
Bosshards wissenschaftliche Verdienste liegen in den biologischen und holzanatomischen Beiträgen zur Kambium-Aktivität und Xylem-Alterung (Hartholzbildung) sowie zur Holzphysik.